# Immanuel (israelische Siedlung)
Immanuel ist eine israelische Siedlung mit 4.416 Einwohnern (Stand: Januar 2022) im Westjordanland. 2016 betrug die Einwohnerzahl 3.309. Immanuel liegt etwa sieben Kilometer nordwestlich der Siedlung Ariel und als strategischer Sperrriegel israelischer Siedler zwischen den palästinensischen Städten Nablus und Qalqiliya. Die Einwohner sind orthodoxe Juden.
Die Siedlung wurde 1983 gegründet und nach dem symbolischen, biblischen Namen eines Sohnes in Jesaja 7,14 benannt.
Nach Angaben des Applied Research Institute – Jerusalem (ARIJ) beschlagnahmte die israelische Regierung Land von zwei palästinensischen Dörfern, um die Siedlung zu errichten:
- 951 Dunam (95,1 Hektar) von Deir Istiya (دير إستيا)[6]
- 163 Dunam (16,3 Hektar) von Immatain (إماتين).[7]

Seit 1985 ist Immanuel auch Verwaltungssitz der gleichnamigen israelischen Gemeindeverwaltung (מועצה מקומית עמנואל).
Bei einem palästinensischen Überfall auf einen Bus am 12. Dezember 2001 wurden elf Israelis getötet und etwa 30 verletzt. Der israelische Bus wurde bei seiner Einfahrt nach Immanuel durch zwei Bombenexplosionen gestoppt, die nach Polizeiangaben vier Insassen in den Tod rissen. Anschließend beschoss mindestens ein Palästinenser den Bus und andere Fahrzeuge und tötete sechs weitere Israelis, bevor er selbst erschossen wurde. Eine weitere Person erlag am 25. März 2002 ihren Verletzungen.
Nach diesem und einem weiteren Anschlag auf einen israelischen Siedler-Bus im Jahr 2002 verließ rund ein Drittel der 4000 Bewohner die Siedlung.
Im Jahr 2007 wurde bekannt, dass eine staatlich finanzierte orthodoxe Mädchenschule in Immanuel auf Betreiben des Rabbiners Samuel Berzovski aschkenasische und sefardische Schülerinnen trennte; aschkenasische und sefardische Schülerinnen mussten Uniformen in verschiedenen Farben tragen. Das Oberste Gericht Israels urteilte 2009, dass die Diskriminierung illegal ist und wies die Schule an, die Trennung aufzuheben.
Im Jahr 2016 ließ sich Malka Leifer, eine ehemalige Schuldirektorin in Australien, die des sexuellen Missbrauches und Vergewaltigung ihrer Schülerinnen in 74 Fällen angeklagt war, in Immanuel nieder. Der Sydney Morning Herald bezeichnete Immanuel als »Zufluchtsort für Pädophile« und schrieb, dass Leifer in Immanuel unbehelligt weiterhin Kinder missbrauche. 2018 wurde Leifer festgenommen. Sie hatte sich zehn Jahre lang der strafrechtlichen Verfolgung entzogen.